# Associação dos Negros Brasileiros
A Associação dos Negros Brasileiros (ANB) foi uma sociedade de ativismo negro brasileiro.
Foi fundada em São Paulo em 1943 por um grupo de ativistas, alguns egressos da Frente Negra Brasileira, entre eles José Correia Leite, presidente do Comitê Organizador, Raul Joviano do Amaral, Francisco Lucrécio, Roque dos Santos e Fernando Góes, numa tentativa de dar novo ímpeto ao movimento negro, que havia sido sufocado durante a ditadura Vargas.
A ABN não permitia a seus membros ligações com a política partidária e eleitoral, mas sua atividade tinha um cunho marcadamente político, almejando combater a discriminação racial, resgatar a consciência crítica e a dignidade do negro, e projetar para ele um crescimento nos campos econômico, social e cultural. As matérias do seu jornal, O Alvorada, lançado em 1945 com um perfil claramente reivindicatório, demonstravam, segundo Florestan Fernandes, uma compreensão "madura, integrativa e plástica" do problema do negro brasileiro. Era importante para a ANB preservar o caráter democrático, apartidário e associativista do ativismo, e trabalhou para unificar as demandas de diferentes vertentes do movimento negro. O grupo foi um dos mais destacados de seu tempo, mas encerrou suas atividades em 1948 por dificuldades financeiras.